# ميخائيل غالاغير (سياسي)
ميخائيل غالاغير (بالإنجليزية: Michael Gallagher)‏ هو سياسي أمريكي، ولد في 1964. انتخب رئيس ‏.